# Døgnet rundt med D.S.B.
Døgnet rundt med D.S.B. er en dansk dokumentarfilm fra 1944 instrueret af Emil Terkelsen efter eget manuskript.

## Handling
Da det kunne være svært at komme ud og se med DSB under Besættelsen, blev seerne i stedet inviteret til at se på, hvad der skete i løbet af et døgn hos DSB:
Kl. 1: Stempler på damplokomotiv efterses.

Kl. 2: Nattoget kører afsted. Post sorteres i postvogn.

Kl. 3: Hallen på Københavns Hovedbanegård rengøres.

Kl. 4: Sikkerhedstjenesten tilser spor. Tog passerer spor.

Kl. 5: Togvogne rengøres udvendigt og indvendigt.

Kl. 6: Kødvogn ankommer til Kødbyen med slagtede svin.

Kl. 7: Et tog fyldt med vinkende børn forlader Hovedbanegården.

Kl. 8: S-tog ankommer til perron, og de rejsende myldrer ud.

Kl. 9: Administrativt arbejde i Statsbanernes Generaldirektorat i Sølvgade.

Kl. 10: Arbejde i Centralværkstedet. Personale i kantinen.

Kl. 11: Sporarbejde.

Kl. 12: Mindelund på volden i Fredericia med navne på personer, der mistede livet i tjenesten.

Kl. 13: Storebæltsoverfarten. Ventende passagerer, færgen sejler afsted, passagerer på dækket, ankomst.

Kl. 14: Fredericia Station: Tog ankommer og mylder af passagerer på perronen.

Kl. 15: Prøvekørsel af ombygget lokomotiv.

Kl. 16: Transport af brunkul og tørv.

Kl. 17: Fragt af gods.

Kl. 18: Bevogtet jernbaneoverskæring.

Kl. 19: Sortering af pakker.

Kl. 20: Sejlende Storebæltsfærge. Maskinrummet.

Kl. 21: Natpersonale overvåger togdriften.

Kl. 22: Billetkontor på Københavns Hovedbanegård. Salget gøres op.

Kl. 23: En ældre mænd får hjælp, selv om billetkontoret er lukket.

Kl. 24: Damplokomotiv kører ind på station.